# Chester A. Lyons
Chester A. Lyons (souvent crédité Chester Lyons), A.S.C., né à Westfield (État de New York) le 26 mai 1885, mort le 27 novembre 1936 à Los Angeles — Quartier d'Hollywood (Californie), est un directeur de la photographie américain.

## Biographie
Chester A. Lyons débute comme chef opérateur en 1917. Il contribue en tout à quatre-vingts films américains, dont les trois-quarts muets, jusqu'en 1936. L'avant-dernier est Robin des Bois d'El Dorado (1936) de William A. Wellman, avec Warner Baxter. Le dernier est White Hunter d'Irving Pichel (avec Warner Baxter et Gail Patrick), sorti le 25 novembre 1936, deux jours avant sa mort brutale, d'une crise cardiaque.
Il est surtout connu pour sa collaboration, à plusieurs reprises, avec trois réalisateurs. Le premier est Frank Borzage (ex. : The Circle en 1925, avec Eleanor Boardman, et L'Isolé (Lucky Star) en 1929, avec Janet Gaynor et Charles Farrell). Les deux autres sont Victor Schertzinger (ex. : Man and Maid (en) en 1925, avec Renée Adorée) et Jerome Storm, le plus souvent sur des films ayant pour vedette Charles Ray.

## Filmographie partielle
Comme directeur de la photographie, sauf mention contraire
- 1917 : Jim le vif (Sudden Jim), de Victor Schertzinger
- 1918 : La Case de l'oncle Tom (Uncle Tom's Cabin) de J. Searle Dawley (deuxième assistant opérateur)
- 1918 : The Hired Man de Victor Schertzinger
- 1919 : The Girl Dodger de Jerome Storm
- 1919 : Les Caprices de la fortune (Bill Henry) de Jerome Storm
- 1919 : Le Champion (The Busher) de Jerome Storm
- 1920 : 45 Minutes from Broadway de Joseph De Grasse
- 1920 : Alarm Clock Andy de Jerome Storm
- 1920 : Un garçon précieux (The Village Sleuth) de Jerome Storm
- 1920 : Le Roi du bluff (Homer Comes Home) de Jerome Storm
- 1921 : Get-Rich-Quick Wallingford de Frank Borzage
- 1922 : Sisters d'Albert Capellani
- 1922 : Le Mystère de la Vallée Blanche (The Valley of Silent Men) de Frank Borzage
- 1922 : Le Dernier des Don Farel (The Pride of Palomar) de Frank Borzage
- 1922 : The Bootlegger's Daughter de Victor Schertzinger
- 1923 : The Age of Desire de Frank Borzage
- 1923 : The Nth Commandment de Frank Borzage
- 1923 : La Bonne Étoile (The Man Life Passed By) de Victor Schertzinger
- 1924 : Le Bonheur en ménage (Happiness) de King Vidor
- 1924 : Daddy's Gone A-Hunting de Frank Borzage
- 1925 : The Only Thing de Jack Conway
- 1925 : The Circle de Frank Borzage
- 1925 : Man and Maid de Victor Schertzinger
- 1926 : The Gentle Cyclone (en) de W. S. Van Dyke
- 1926 : Giboulées conjugales (The First Year), de Frank Borzage
- 1927 : Night Life (en) de George Archainbaud
- 1928 : Maman de mon cœur (Mother Machree) de John Ford
- 1928 : The Power of the Press de Frank Capra
- 1928 : A Woman Against the World de George Archainbaud
- 1928 : Nameless Men de Christy Cabanne
- 1929 : L'Isolé (Lucky Star), de Frank Borzage
- 1929 : Ils voulaient voir Paris (They Had to See Paris) de Frank Borzage
- 1929 : Fugitives (en) de William Beaudine
- 1930 : La Chanson de mon cœur (Song o' My Heart) de Frank Borzage
- 1930 : Lightnin' d'Henry King
- 1930 : Liliom de Frank Borzage
- 1931 : Young as You Feel de Frank Borzage
- 1931 : Bad Girl de Frank Borzage
- 1932 : Deception de Lewis Seiler
- 1933 : Mademoiselle volcan (Bombshell) de Victor Fleming
- 1934 : Sequoia de Chester M. Franklin et Edwin L. Marin
- 1935 : Les Mains d'Orlac (Mad Love) de Karl Freund
- 1935 : Les Nuits de la pampa (Under the Pampas Moon) de James Tinling
- 1936 : Ramona de King Vidor (directeur de la photographie associé)
- 1936 : Three Live Ghosts (en) d'H. Bruce Humberstone
- 1936 : Robin des Bois d'El Dorado (The Robin Hood of El Dorado) de William A. Wellman
- 1936 : White Hunter d'Irving Cummings